# Thees Uhlmann
Thees Uhlmann (né le 16 avril 1974 à Hemmoor, en Basse-Saxe) est un musicien de rock indépendant et auteur allemand.

## Biographie

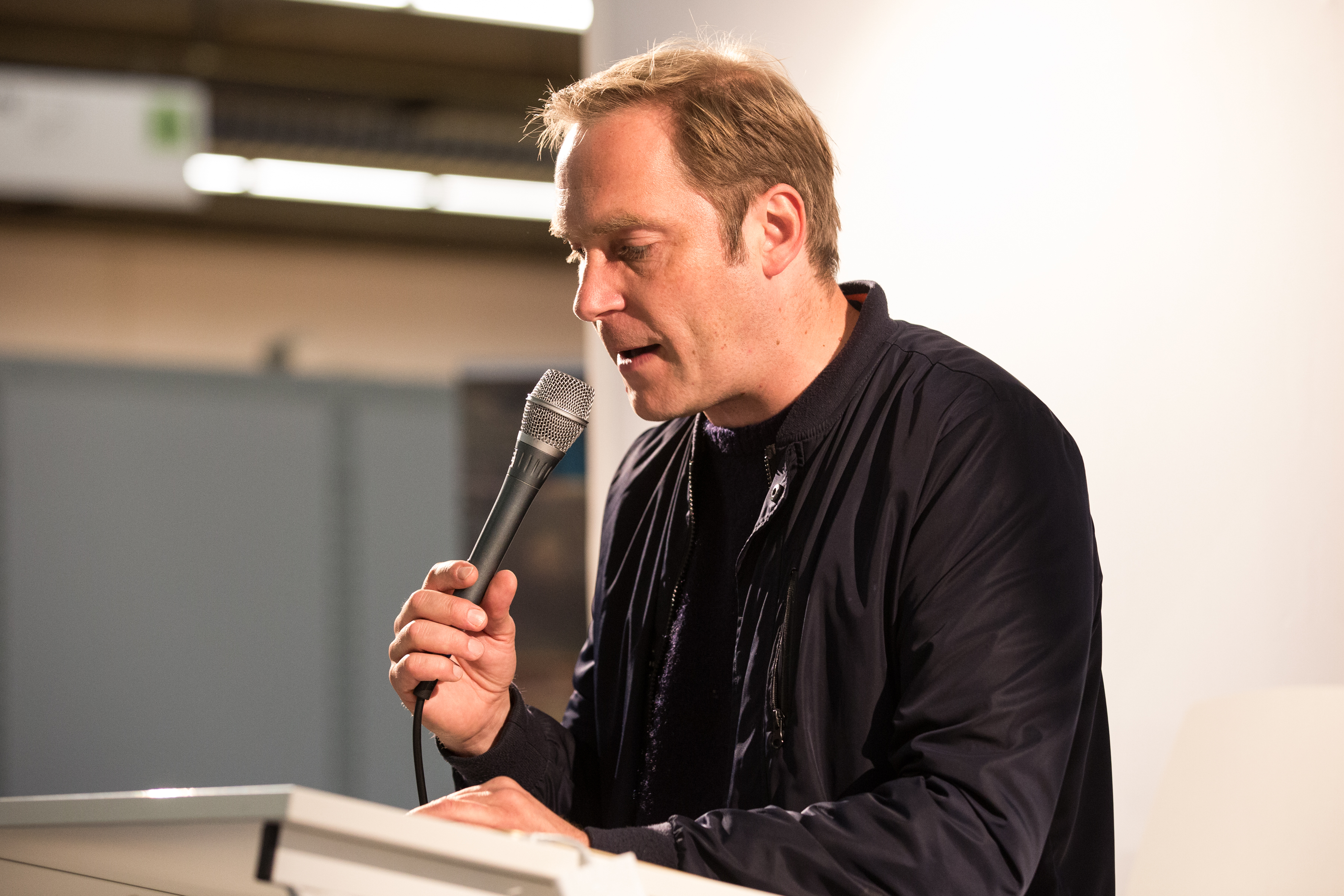
Thees Uhlmann à la Foire du livre de Francfort (2015).

Uhlmann a grandi avec son frère dans la petite ville de Hemmoor. Il qualifie son éducation de « conservatrice avec humour » et « autoritaire avec un esprit libre ». Déjà à l'école, Uhlmann forme à la fin des années 1980 le groupe qui allait devenir Tomte en 1994. Après avoir obtenu son baccalauréat au lycée Warstade de Hemmoor en 1993, Uhlmann effectue son service civil et commence en 1996 des études d'enseignement en politique et en anglais à l'université de Cologne. Au bout de deux ans, il change pour l'université de Hambourg. Après les premiers succès avec Tomte, il a abandonné ses études en 2000.
En 1999, Thees Uhlmann accompagne le groupe Tocotronic en tournée en tant que chauffeur de bus et backliner et écrit à ce sujet le livre Wir könnten Freunde werden. Die Tocotronic-Tourtagebouw (litt. : « Le Journal de tournée de Tocotronic »). En outre, il a aussi écrit entre autres pour les magazines Intro, Spex, Visions et Musikexpress.
Avec les musiciens de Kettcar Marcus Wiebusch et Reimer Bustorff, il fonde en 2002 son propre label discographique Grand Hotel van Cleef (GHvC). En 2005, il tourne dans le film Keine Lieder über Liebe avec Jürgen Vogel et Heike Makatsch. Il joue le guitariste du groupe Hansen, d'abord fictif, qui part en tournée et sort un album la même année. Le 6 mai 2011, un album hommage au groupe Superpunk sort chez Tapete Records, pour lequel Uhlmann contribue avec la chanson Ein bisschen Seele.
Le 26 août 2011, l'album solo éponyme Thees Uhlmann sort chez Grand Hotel van Cleef. Avec le premier single, Zum Laichen und Sterben ziehen die Lachse den Fluss hinauf, Uhlmann représente Hambourg au Bundesvision Song Contest 2011 et obtient la huitième place.
Le 30 août 2013, le deuxième album solo sort sous le nom de #2. Le 7 mars, le premier single sort est un hommage à l'anniversaire de la mère d'Uhlmann, dans lequel différents événements culturels et historiques de cette journée sont énumérés. Le deuxième single est Zugvögel. Dans une interview après la sortie de son deuxième album solo, Uhlmann déclare qu'il ne voulait pas inclure de chansons de Tomte dans la liste de ses tournées avec Thees Uhlmann und Band ; entre-temps, des chansons de Tomte (comme Die Schönheit der Chance) apparaissent cependant lors de ses représentations en solo. Fin 2014, Uhlmann participe à l'action caritative Band Aid 30 Germany et à la reprise allemande de la chanson Do They Know It's Christmas?.
Le 8 octobre 2015, le premier roman d'Uhlmann, intitulé Sophia, der Tod und ich, est publié par la maison d'édition Kiepenheuer und Witsch. Il est suivi d'une tournée de lecture en Allemagne, en Autriche et en Suisse. Sophia, der Tod und ich est ensuite adapté au cinéma sous la direction de Charly Hübner. Le film éponyme sort au cinéma le 31 août 2023 en Allemagne.
Le 20 septembre 2019, Uhlmann sort son troisième album solo, intitulé Junkies und Scientologen. La chanson Danke für die Angst, qui figure sur l'album, est un hommage à l'auteur américain Stephen King. Le 10 octobre 2019, son troisième livre Thees Uhlmann über Die Toten Hosen sort, dans lequel il décrit son amitié avec le groupe allemand Die Toten Hosen. Il est élu membre de la 17e Assemblée fédérale pour la Basse-Saxe sur proposition du SPD.
Uhlmann a vécu plusieurs années à Cologne et à Hambourg-St. Pauli. Depuis 2005, il vit à Berlin-Kreuzberg. Il est père d'une fille et supporter du FC St. Pauli. 

## Discographie

### Albums studio
- 2011 : Thees Uhlmann (4e place des charts allemands[12], 46e en Autriche[13])
- 2013 : #2 (2e place des charts allemands[12], 5e en Autriche[13], 96e en Suisse[14])
- 2019 : Junkies und Scientologen (2e place des charts allemands[12], 22e en Autriche[13], 72e en Suisse[14])

### Albums live
- 2022 : 100.000 Songs – Live in Hamburg (6e place des charts allemands[12])

### Singles
- 2011 : Zum Laichen und Sterben ziehen die Lachse den Fluss hinauf (52e place des charts allemands[12])
- 2011 : Und Jay-Z singt uns ein Lied (feat. Casper)
- 2012 : Das Mädchen von Kasse 2
- 2013 : Am 7. März
- 2013 : #2
- 2021 : Club 27
- 2023 : Egal was ich tun werde, ich habe immer an dich gedacht